# Josef Tichatschek
 (mai 2025).
Si vous disposez d'ouvrages ou d'articles de référence ou si vous connaissez des sites web de qualité traitant du thème abordé ici, merci de compléter l'article en donnant les références utiles à sa vérifiabilité et en les liant à la section « Notes et références ».
Josef Aloys Tichatschek (Ticháček), né à Weckelsdorf le 11 juillet 1807 et décédé à Dresde le 18 janvier 1886 est un chanteur d’opéra originaire de Bohème très apprécié par Richard Wagner. Il crée les rôles titres de Rienzi et Tannhäuser. On peut le considérer comme le premier des grands ténors wagnériens, le « Heldentenor ». Il est cependant peu probable que sa voix était aussi puissante que celle du XXe siècle tels que Lauritz Melchior ou Jon Vickers, étant donné le faible volume des orchestres de l’époque. 
Né à Weckelsdorf (aujourd'hui Teplice nad Metují, dans le district de Náchod, en Bohême), Josef Tichatschek étudie d'abord la médecine, mais il abandonne rapidement cette carrière pour le chant professionnel. Il reçoit des cours de chant à Vienne du ténor italien Giuseppe Ciccimarra (1790-1836) et rejoint le chœur du Theater am Kärntnertor en 1830. Il commence à prendre de petits rôles solistes. Comme ténor principal, il travaille d'abord à Graz avant de retourner à Vienne. De 1837 à 1870, il se produit à Dresde. Il chante à Londres, à Drury Lane. En 1841 incarne les rôles de Adolar dans Euryanthe de Carl Maria von Weber et de Robert le diable de Meyerbeer. À Dresde, entraîné par sa célèbre collègue Wilhelmine Schröder-Devrient, il crée les rôles de Rienzi en 1842 et de Tannhäuser en 1845.
Wagner l'apprécie beaucoup et Hector Berlioz écrit une bonne critique d'un concert donné à Dresde de 1843 où Tichatschek interprète le Sanctus de sa Requiem. 
Son répertoire comprend les rôles principaux de Gluck, Mozart, Weber, Marschner, Méhul, Boieldieu, Auber, Nicolai, Meyerbeer, Spontini, Von Flotow et Spohr.
Il meurt à Dresde en 1886 et est enterré dans le vieux cimetière catholique, Friedrichstraße.

## Rôles marquants

### Rienzi
Le rôle-titre de Rienzi est écrit pour Tichatschek, et est exactement adapté à sa voix robuste et spectaculaire. Il apprend sa partie en la chantant à vue pendant les répétitions, rendant son interprétation peu convaincante. La première représentation dure environ six heures et provoque une grande excitation . Wagner demande que les coupes soient effectuées, mais Tichatschek refuse en disant qu'il était «trop céleste». Après six représentations, on décide de donner l'opéra sur deux soirées, mais le public est opposé à payer deux fois. Les coupes s'imposent donc. L’œuvre ne rencontre pas le même succès à Hambourg et à Berlin.

### Tannhäuser
Josef Tichatschek répète ce rôle avec Wagner en compagnie de la mezzo-soprano Johanna Jachmann-Wagner. On dit que quand ils sont au récitatif de l'acte 3, lui et Wagner s'embrassent en larmes. Sa voix, cependant, ne résiste pas au cours des deuxième et troisième actes de la première représentation, et la représentation du lendemain est reportée en raison de son enrouement. On pratique des coupes dans le rôle. On prétend que l'échec de Tannhäuser est due à l'incapacité de Tichatschek de saisir le sens dramatique de l'œuvre, son manque de finesse psychologique, de perspicacité dramatique et la bonne connaissance de la partition. C'est Albert Niemann qui reprendra le rôle à Paris en 1861. Johanna Jachmann-Wagner et lui sont restés amis pendant de nombreuses années : on les verra dans Les Huguenots à Dresde en 1846 et de nouveau dans Tannhäuser également à Dresde en 1858.

### Lohengrin
Tichatschek s'est également distingué dans Lohengrin, notamment pendant la saison 1858-1859. Wagner est en exil. Tichatschek demande à la direction de l'opéra de Dresde d'envoyer au compositeur Wagner la somme de 50 louis d'or. En 1867, Wagner organise une représentation privée pour Louis II. Il recommande Tichatschek, alors âgé de 60 ans. Celui-ci fait piètre figure. Le roi lui interdit de chanter dans ses représentations privées, ce qui entraîne une rupture entre le roi, le compositeur et le chanteur.

### Tichatschek and Meyerbeer
Tichatschek chante dans diverses premières allemandes des opéras de Meyerbeer : L'étoile du nord (1855), Le Prophète à Berlin.